# Melanie Robillard
Melanie Robillard (ur. 3 października 1982 w Susseksie, Nowy Brunszwik), kanadyjsko-niemiecka curlerka, mistrzyni świata i Europy. Obecnie reprezentuje Hiszpanię.

## Kariera
W 2000 Robillard dotarła do finałów mistrzostw juniorów Ontario, była otwierającą w zespole Jenn Hanny. Ten sam rezultat uzyskała po dwóch latach, już jako kapitan.
Na arenie międzynarodowej zadebiutowała na MŚ 2008 jako rezerwowa w zespole Andrei Schöpp. W Vernon  Robillard wystąpiła w 7 meczach, Niemki zostały sklasyfikowane na 9. miejscu. W tym samym roku zdobyła złoty medal ME mikstów, wystąpiła jako otwierająca u brata Andrei Rainera. Od ME 2008 Melanie jest stałą zawodniczką w zespole Schöpp. Na zawodach w Örnsköldsvik Niemki dotarły do meczu o 3. miejsce gdzie uległy Dunkom (Angelina Jensen) 7:8.
Robillard wraz z ekipą Andrei Schöpp uplasowała się na 6. Pozycji MŚ 2009 i 5. MEM 2009. W grudniu 2009, na ME Melanie zmieniła się pozycjami z Moniką Wagner, w zawodach tych Niemki zdobyły tytuł mistrzyń Europy pokonując w finale 7:5 Szwajcarki (Mirjam Ott).
Rok później wystąpiła na Zimowych Igrzyskach Olimpijskich 2010, gdzie uplasowała się ostatecznie na 6. pozycji. Miesiąc później zdobyła tytuł mistrzyni świata. Niemki w Swift Current pokonały w meczu play-off 6:3 Kanadyjki (Jennifer Jones) i w finale 8:6 Szkotki (Eve Muirhead).
Melanie przeprowadziła się do Madrytu, gdzie mieszka jej partner. W Mistrzostwach Europy 2012 wystąpiła jako trener hiszpańskich reprezentacji. Podczas MŚ 2012 jako skip zastąpiła kontuzjowaną Andreę Schöpp, zagrywała jednak kamienie na trzeciej pozycji. Niemki z bilansem 5 wygranych i 5 przegranych meczów zajęły 7. miejsce.
Robilard wygrała Mistrzostwa Hiszpanii Mikstów 2014 i reprezentowała ten kraj na Mistrzostwach Europy 2014. Ekipa dowodzona przez Antonio de Mollinedo Gonzaleza uplasowała się na 15. miejscu. Była rezerwową podczas rozgrywek grupy C Mistrzostw Europy 2014, Hiszpanki zajęły 3. pozycję.

## Drużyna
|            | Czwarta       | Trzecia           | Druga             | Otwierająca          | Rezerwowa                                             |
| ---------- | ------------- | ----------------- | ----------------- | -------------------- | ----------------------------------------------------- |
| 2009/20101 | Andrea Schöpp | Melanie Robillard | Monika Wagner     | Stella Heiß          | Corinna Scholz                                        |
| 2008/2009  | Andrea Schöpp | Monika Wagner     | Melanie Robillard | Stella Heiß          | Christina Haller (ME 2008) Tina Tichatschke (MŚ 2009) |
| MŚ 2008    | Andrea Schöpp | Monika Wagner     | Anna Hartelt      | Marie-Therese Rotter | Melanie Robillard                                     |

Drużyny mikstowe
|           | Czwarty/-a                    | Trzeci/-a         | Drugi/-a             | Otwierający/-a    |
| --------- | ----------------------------- | ----------------- | -------------------- | ----------------- |
| 2013/2015 | Antonio de Mollinedo Gonzalez | Melanie Robillard | José Manuel Sangüesa | Ana Arce          |
| 2008/2010 | Rainer Schöpp                 | Andrea Schöpp     | Sebastian Jacoby     | Melanie Robillard |

1 - na ME 2009 Heiß i Scholz były zamienione pozycjami

## Życie prywatne
Matka Melanie, Helga, jest Niemką, ojciec zaś Kanadyjczykiem. Robillard urodziła się w Nowym Brunszwiku jednak w dzieciństwie przeprowadziła się do Ottawy. W 2004 rodzina przeniosła się do Brukseli, Melanie studiowała prawo na Université Libre de Bruxelles.